# Romain Moyersoen

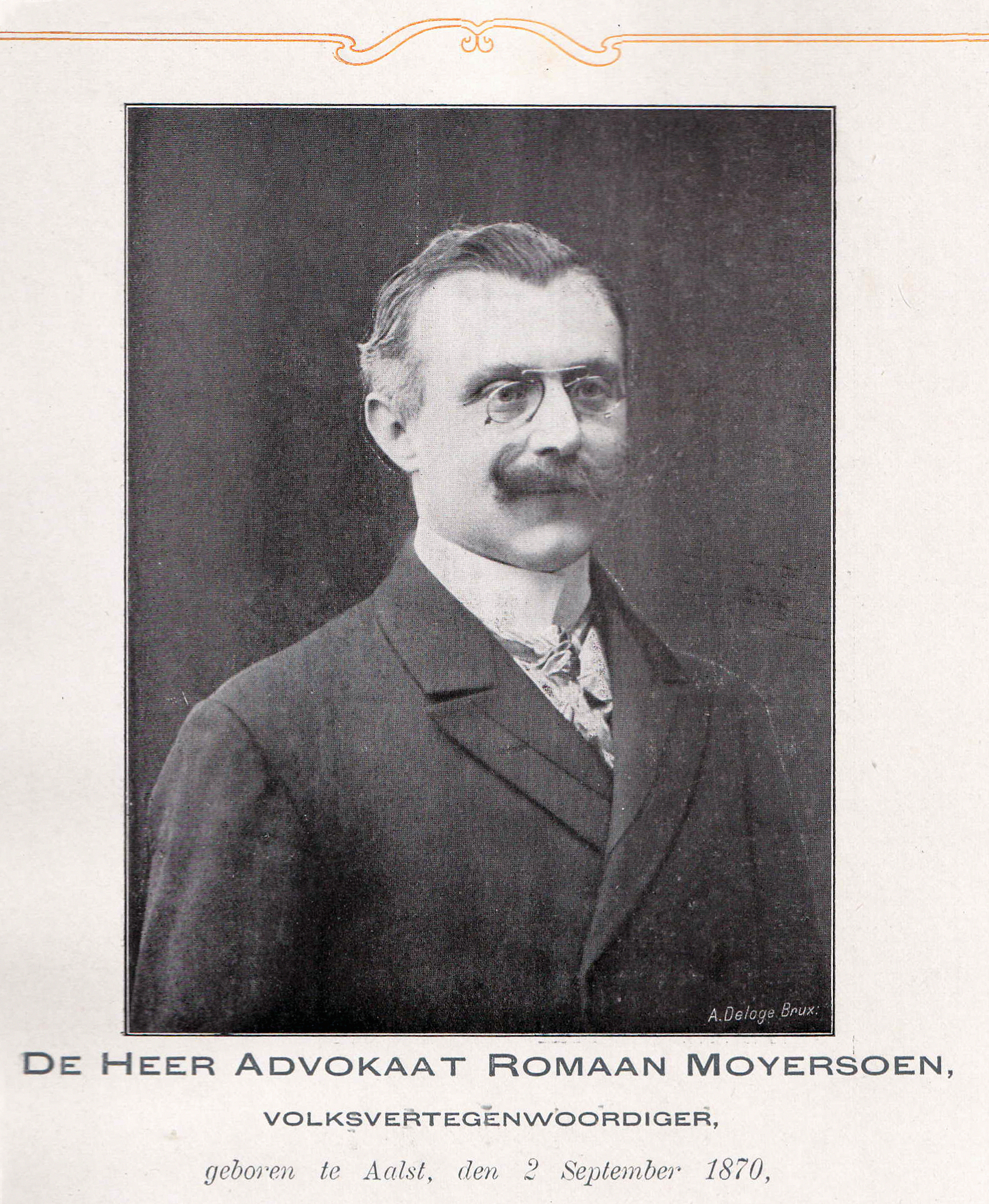
Zoals te zien in een boek rond de viering van de Sint-Jozefsparochie

Romain Jean Marie baron Moyersoen ook wel Romaan Moyersoen (Aalst, 2 september 1870 - aldaar, 21 april 1967) was een Belgisch politicus voor de Katholieke Partij en diens opvolgers het Katholiek Verbond van België en de CVP.

## Levensloop
Moyersoen was een van de tien kinderen van Jean-Baptiste Moyersoen, wijnhandelaar en provincieraadslid, en van Eugenie Van den Hende. Hij trouwde met Aline Liénart (1870-1940) en ze kregen ook tien kinderen, waaronder de latere CVP-minister Ludovic Moyersoen. Hij promoveerde in 1895 tot doctor in de rechten aan de Katholieke Universiteit Leuven, waarna hij beroepshalve advocaat werd.
Van 1895 tot 1932 was hij voor de katholieken gemeenteraadslid van Aalst, waar hij van 1908 tot 1921 schepen en van 1925 tot 1933 burgemeester was. Tevens was hij van 1900 tot 1908 provincieraadslid van Oost-Vlaanderen.
Hij werd bovendien parlementslid voor de katholieke partij:
- Van 1910 tot 1919 zetelde hij voor het arrondissement Aalst in de Kamer van volksvertegenwoordigers.
- Van 1921 tot 1946 en van 1947 tot 1950 zetelde hij in de Senaat, waarvan hij van 1936 tot 1939 de voorzitter was en waar hij van 1939 tot 1946 katholiek fractieleider. Van 1921 tot 1936 was hij provinciaal senator voor Oost-Vlaanderen en van 1936 tot 1946 en van 1947 tot 1950 gecoöpteerd senator.

Moyersoen was eveneens
- minister van Nijverheid, Arbeid en Ravitaillering (1921-1924) in de regering Georges Theunis;
- minister van Economische Zaken (1924-1925) in dezelfde regering Theunis en in de heel kortstondige regering Aloys Van de Vyvere.

Hij was ook van 1905 tot 1907 ondervoorzitter van de Christelijke Mutualiteit van Aalst en van 1951 tot 1954 was hij de voorzitter van de afdeling van het Vlaams Economisch Verbond van Aalst. Voor enkele maanden in 1921 was hij tevens de voorzitter van de Landsbond der Christelijke Mutualiteiten.
Na de Bevrijding werd hij door de regent, prins Karel, tot regeringsformateur aangesteld, maar hij mislukte in zijn opdracht.
In 1946 werd Romain Moyersoen benoemd tot minister van Staat. In 1950 werd hij opgenomen in de erfelijke Belgische adel met de bij eerstgeboorte overdraagbare titel van baron.
Zijn kleinzoon Guy Moens de Hase trouwde met de barones Myriam Forgeur, achterkleindochter van minister van Justitie Victor Begerem.